# Zuccheriera, bricco e piatto con frutta
Zuccheriera, bricco e piatto con frutta è un dipinto a olio su tela (61 x 90 cm) realizzato nel 1890 circa dal pittore Paul Cézanne.
È conservato nel Museo Puškin di Mosca.
Questo quadro raffigura una zuccheriera, un bricco esagonale ed un piatto con frutti posato su una tovaglia bianca rigata di rosso.